# 頌富站

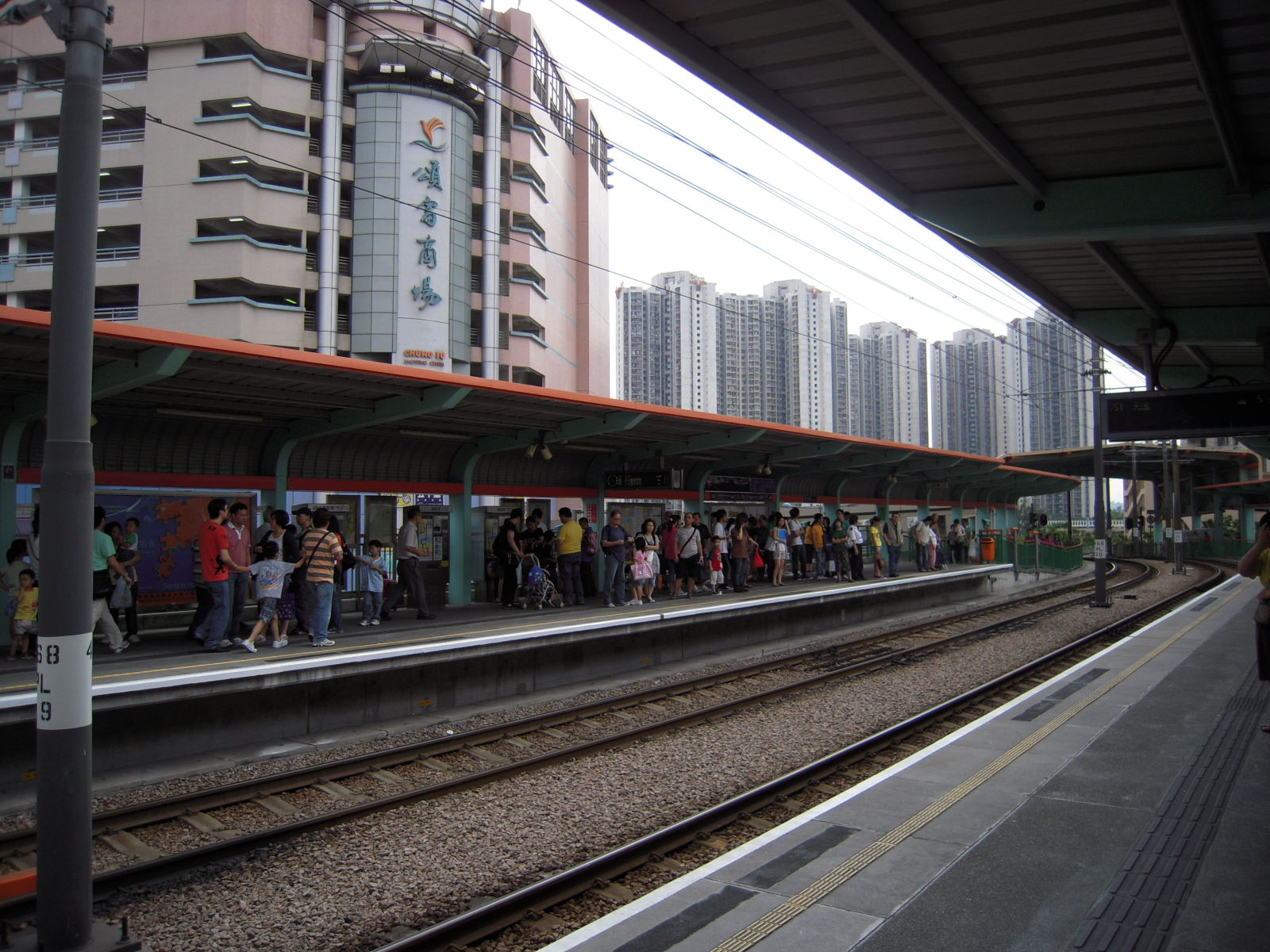
月台

頌富站（英語：Chung Fu Stop）是港鐵輕鐵的一個車站，車站編號是468，屬於單程車票第5A收費區，位於香港新界元朗天水圍T Town（前稱頌富廣場）附近、天華邨北面、天頌苑西北面、頌富商場的西面。

## 歷史
頌富站於九廣輕鐵建造天水圍預留區支線時同步興建，於2003年12月7日啟用，為周邊地區的居民提供服務，也便利了前往頌富商場及頌富街市購物的居民。該站是天水圍唯一一個架空輕鐵車站，天富站與頌富站為距離最近的輕鐵站。
該段路線以南的輕鐵路軌是建在天瑞路以西，但以北的輕鐵路軌卻是建在天瑞路以東。最初九廣鐵路的定線是沒有此站的。路軌須穿過天瑞路及天華路的十字路口。但後來加入該站，並建於高架橋上。原本的十字路口改為迴旋處，使路軌不必穿過馬路而可貫穿南北，並使馬路的交通暢順。

## 車站結構

### 車站樓層
| 天橋              | 出口   | 行人天橋往天恩商場、天恩邨、天華邨 |   |  |
| 天橋              | 月台   | \| 側式 · 開左邊车门 \| \| \| \| \| \| \| \| 輕鐵706綫天水圍循環綫（天富） 輕鐵751綫往天逸（天富） 輕鐵751P綫往天逸（天富） 輕鐵761P綫往天逸（天富） \| 1 \| \| \| \| 2 \| 輕鐵705綫天水圍循環綫（天瑞） 輕鐵751綫往友愛（翠湖） 輕鐵751P綫往天水圍（翠湖） 輕鐵761P綫往元朗（天瑞） \| \| \| \| 側式 · 開左邊车门 \| \| \| \| \| |   |  |
| 天橋              | 出口   | 天瑞路、天水圍公園 |   |  |
| 地面              | 迴旋處 | 天瑞路、天華路 |   |  |
| 側式 · 開左邊车门 |        | |   |  |
|                   |        | 輕鐵706綫天水圍循環綫（天富） 輕鐵751綫往天逸（天富） 輕鐵751P綫往天逸（天富） 輕鐵761P綫往天逸（天富） | 1 |  |
|                   | 2      | 輕鐵705綫天水圍循環綫（天瑞） 輕鐵751綫往友愛（翠湖） 輕鐵751P綫往天水圍（翠湖） 輕鐵761P綫往元朗（天瑞） |   |  |
| 側式 · 開左邊车门 |        | |   |  |

### 車站出口
兩個月台近車頭及車尾處各有一個出口，連接T Town南、北、天恩邨及天華邨等地方。

## 利用狀況
本站跟隨輕鐵天水圍北支線在2003年末啟用。由於緊鄰T Town及T Town街市，而且位於四個屋邨或屋苑（天頌苑、天富苑、天華邨、天恩邨）的中間，人流逐步增加，並且成為天水圍區內人流較多的車站之一。

## 車站周邊
- 天頌苑
- 天頌苑服務設施大樓
- 天富苑
- 天恩邨
- 天華邨
- 天華苑服務設施大樓
- 東華三院李東海小學
- T Town
- 天水圍醫院

## 外部連結
- 港鐵公司－輕鐵街道圖 （页面存档备份，存于）
- 香港鐵路大典上的相关条目：頌富站